# 13248 Fornasier
13248 Fornasier este un asteroid din centura principală de asteroizi.

## Descriere
13248 Fornasier este un asteroid din centura principală de asteroizi. A fost descoperit pe 24 iunie 1998 la Stația Anderson Mesa în cadrul programului LONEOS. Asteroidul prezintă o orbită caracterizată de o semiaxă mare de 2,77 ua, o excentricitate de 0,22 și o înclinație de 3,1° în raport cu ecliptica.